# Jean-Marc Chartoire
Pour les articles homonymes, voir Chartoire.
Jean-Marc Chartoire, né le 17 avril 1948 à Ambert (Puy-de-Dôme), est un cardiologue et un homme politique français de centre-droit. Il fut député du Puy-de-Dôme de 1993 à 1997 et conseiller général de ce département de 1992 à 1998.

## Biographie
Cardiologue, Jean-Marc Chartoire se partage entre son activité libérale et ses fonctions au Centre hospitalier de Thiers quand il ravit à Maurice Adevah-Pœuf, député-maire socialiste de Thiers et conseiller général sortant, son siège à l'assemblée départementale du Puy-de-Dôme. 
Bénéficiant de la « vague bleue » de mars 1993, il est élu député de la cinquième circonscription du Puy-de-Dôme sous l'étiquette Union pour la démocratie française (UDF). A l'assemblée, il est membre de la Commission des Affaires culturelles, familiales et sociales puis de la  Commission des lois constitutionnelles, de la législation et de l'administration générale de la République.
Il est président du parc naturel régional Livradois-Forez de 1994 à 1998.
S'il semble alors en mesure de prendre la mairie, les municipales de 1995 voient finalement l'union de la gauche s'imposer. 
La dissolution de l'Assemblée nationale de 1997 lui est fatale et le socialiste Maurice Adevah-Pœuf retrouve son siège au Palais Bourbon. L'année suivante, Annie Chevaldonné regagne le canton à la gauche et Jean-Marc Chartoire se retire de la scène politique thiernoise.
Il est conseiller municipal de Lezoux (commune située entre Clermont-Ferrand et Thiers), de 2008 à 2013.  

## Détail des fonctions et des mandats
Mandat local
- 1992 - 1998 : Conseiller général du canton de Thiers
- 1989 - 2002 : Conseiller municipal de Thiers de 1989 à 2001[3]
- 1989 - 2002 : Conseiller municipal de Lezoux de 1989 à 2001[3]

Mandat parlementaire
- 28 mars 1993 - 21 avril 1997 : Député de la 5e circonscription du Puy-de-Dôme